# Stigmatomma wilsoni
Stigmatomma wilsoni is een mierensoort uit de onderfamilie van de Amblyoponinae. De wetenschappelijke naam van de soort is voor het eerst geldig gepubliceerd in 1928 door Clark.